# 金沢ニューグランドホテル
金沢ニューグランドホテル（かなざわニューグランドホテル、英: Kanazawa New Grand Hotel）は、石川県金沢市南町にあるシティホテル、ならびにこれを運営する日本の企業。ニューオータニのアソシエイトホテルである。
また、運営会社である株式会社金沢ニューグランドホテルは地場百貨店「大和」の子会社である。

## 概要・沿革
1970年（昭和45年）9月に大和の子会社として設立され、1972年（昭和47年）5月18日に開業した。
尾山神社の正面という金沢市の中心部に位置し、北陸経済連合会の定期総会や石川県知事の新年互礼会など地元の政財界の会合やパーティーの会場になることも多いホテルである。
近年は行楽懐石弁当やパーティー向け料理の販売を行ったり、全レストランで女子会向けプランを発売するなど飲食関連の強化を図っている。
2012年（平成24年）4月からは金沢周辺の地元食材約80種を用いた朝食ビュッフェを始めて地元の味が楽しめるようになった。